# 미드 90
《미드 90》(영어: Mid90s)는 2018년 개봉한 미국의 성장, 코미디 드라마 영화이다. 배우 조나 힐의 감독 데뷔작이며, 각본 또한 그가 맡았다. 영화의 배경은 1990년대 로스앤젤레스이다. 2018 토론토 국제 영화제에서 전 세계 최초로 상영되었다.

## 출연

### 주연
- 캐서린 워터스턴
- 루카스 헤지스
- 제로드 카마이클
- 서니 설직

## 기타
- 라인프로듀서: 알렉스 G. 스콧
- 의상: 헤이디 비벤스
- 배역: 앨리슨 존스